# Републикански път III-4802
Републикански път IIІ-4802 е третокласен път, част от Републиканската пътна мрежа на България, преминаващ изцяло по територията на Търговишка област, Община Омуртаг. Дължината му е 10,1 km.
Пътят се отклонява надясно при 4,2 km на Републикански път II-48 южно от град Омуртаг и се насочва на запад през най-северните части на Лиса планина. Минава през село Великденче, при разклона за село Птичево завива на северозапад, преминава през село Илийно и в северната му част се свързва с Републикански път III-408 при неговия 2,7 km.
| Пътища, отклоняващи се надясно (населено място, № на пътя, посока на пътя) | km   | Пътища, отклоняващи се наляво (посока на пътя, № на пътя, населено място) |
| -------------------------------------------------------------------------- | ---- | ------------------------------------------------------------------------- |
| Община Омуртаг, II-48, 4,2 km, →                                           | 0,0  | → 4,2 km, II-48, Община Омуртаг                                           |
| с. Великденче                                                              | 2,7  | с. Великденче                                                             |
|                                                                            | 5,9  | → общински път (за селата Горско село и Змейно)                           |
|                                                                            | 7,1  | → общински път (за с. Птичево)                                            |
| (от с. Камбурово) III-408, 2,7 km, с. Илийно →                             | 10,1 | → с. Илийно, 2,7 km, III-408 (до 63 km на II-53)                          |